# جلينيكا (فليكا كلادوشا)
جلينيكا (السيريلية : Глиница) هي قرية في البوسنة والهرسك. وهي تقع في بلدية فليكا كلادوشا التابعة لكانتون يونا-سانا في اتحاد البوسنة والهرسك. طبقا لنتائج التعداد السكاني للبوسنة عام 2013، فقد كان عدد سكانها 161 نسمة.

## التركيبة السكانية

### التطور التاريخي للسكان
| 1961 | 1971 | 1981 | 1991 | 2013 |
| ---- | ---- | ---- | ---- | ---- |
| 1247 | 297  | 348  | 332  | 161  |

### المجتمع المحلي
في عام 1991، المجتمع المحلي للقرية يتألف من 1,876 نسمة موزعة على النحو التالي:

## وصلات خارجية
- (بالإنجليزية) Maplandia